# Арунович, Зорана
Зорана Арунович (серб. Зорана Аруновић; род. 22 ноября 1986, Белград) — сербская спортсменка (пулевая стрельба). В 2010 году стала «Спортсменкой года» Сербии. Участница 4 Олимпийских игр (2012, 2016, 2020, 2024).

## Спортивные достижения
Первое участие в крупном международном спортивном соревновании — чемпионат мира по стрельбе 2010 в Мюнхене (Германия), на котором завоевала две медали: золото (пневматический пистолет, 10 метров) и серебро (пистолет, 25 метров).
На летней Универсиаде 2011 года в Шэньчжэне завоевала серебро (пистолет, 25 м).